# Rezeda żółtawa
Rezeda żółtawa (Reseda luteola L.) – gatunek rośliny z rodziny rezedowatych (Resedaceae). Rdzennymi terenami jej występowania są: północna Afryka, południowa Europa i południowo-środkowa Azja. Status gatunku we florze Polski: kenofit. W Polsce jest rośliną wciąż raczej rzadką. Występuje głównie na południu Polski, w większym rozproszeniu na północy.

## Morfologia

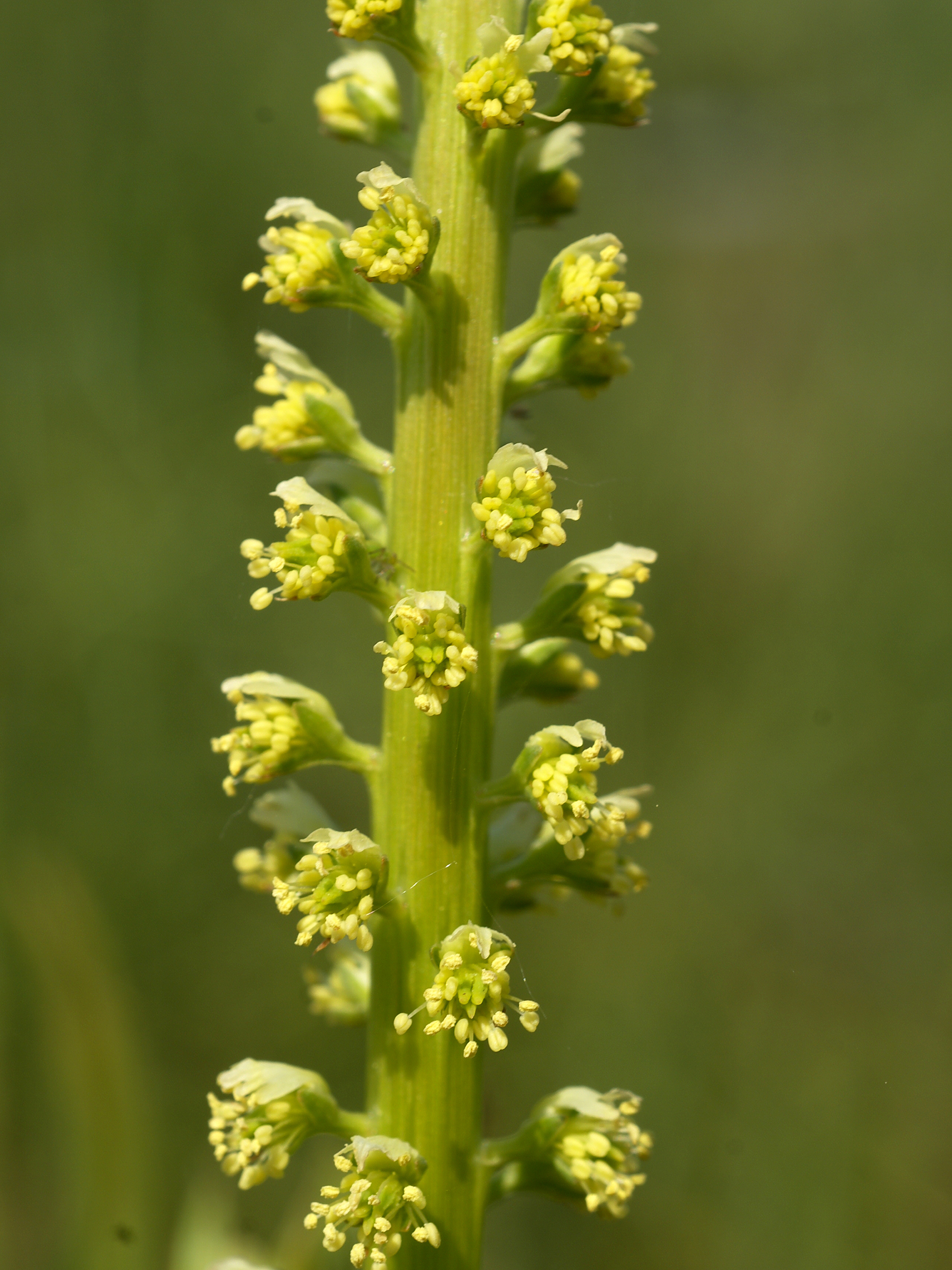
Kwiaty

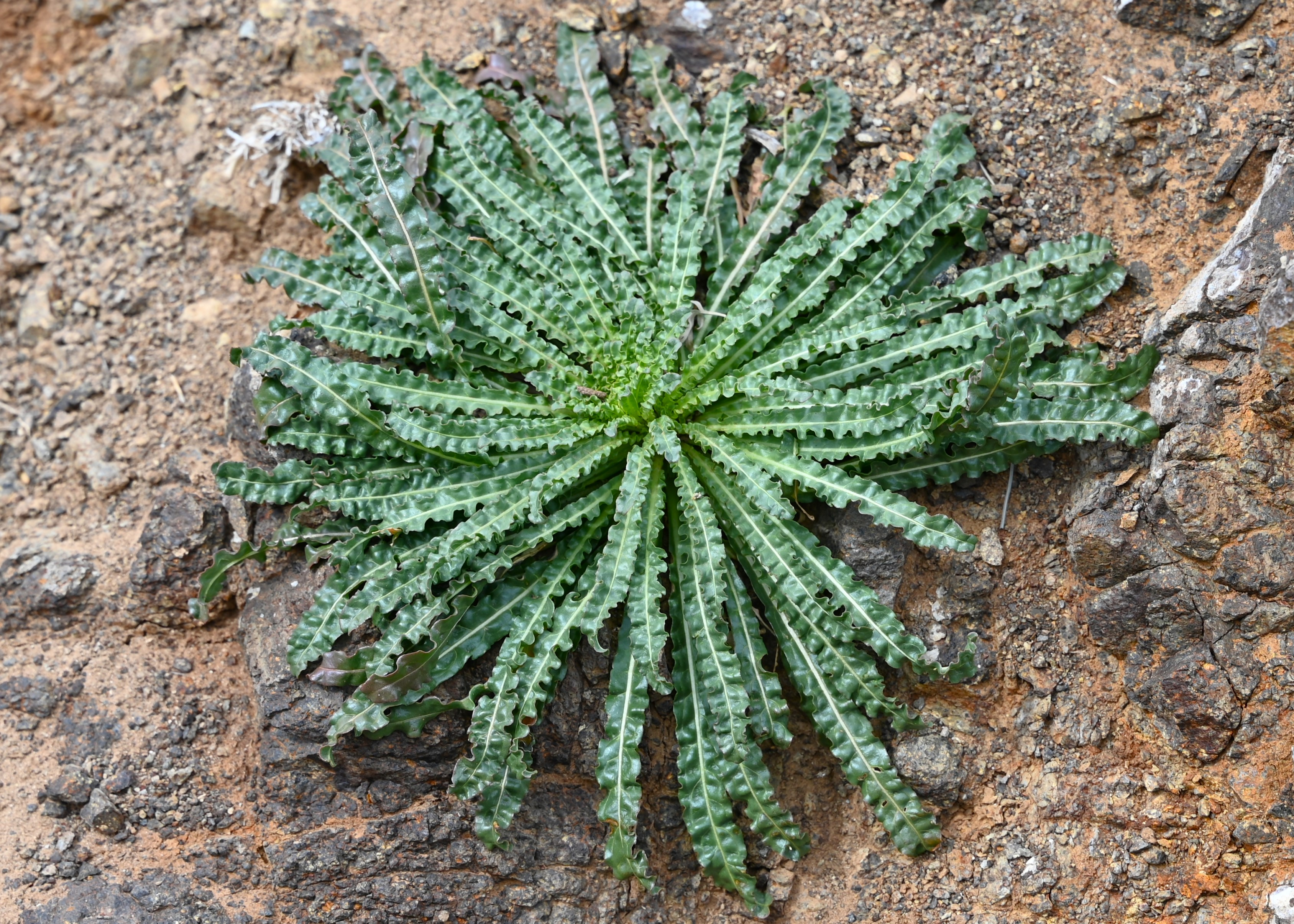
Rozeta liściowa

ŁodygaSilna, sztywna, prosto wzniesiona. Wysokość do 1 m.
LiścieLiście lancetowate, całobrzeżne lub z małym ząbkiem u nasady.
KwiatyKwiaty małe, w bardzo długich, wąskich, gęstych, zaostrzonych gronach. Pojedynczy kwiat składa się z 4 działek kielicha, 4 zielonożółtych 3-dzielnych płatków korony, słupka i licznych pręcików o trwałych nitkach.
OwocMała, jednokomorowa torebka zawierająca czarne i gładkie nasiona.

## Biologia i ekologia
Roślina dwuletnia, hemikryptofit. W pierwszym roku wytwarza gruby korzeń, zakwita dopiero w drugim roku. Kwitnie od maja do września, zapylana jest przez owady. Siedlisko: Aluwia, suche wzgórza, siedliska ruderalne. Lubi suche miejsca. Roślina ruderalna W klasyfikacji zbiorowisk roślinnych gatunek charakterystyczny dla SAll. Onoperdenion. 

## Zastosowanie
- Roślina ozdobna.
- Roślina miododajna. Bywa wysiewana przez pszczelarzy.
- Zawiera żółty barwnik luteinę. W średniowieczu była wykorzystywana jako roślina farbiarska.

## Uprawa
Wymaga stanowiska słonecznego lub półcienistego, gleby żyznej i przepuszczalnej, najlepiej o zasadowym odczynie. Rozmnaża się przez wysiew nasion jesienią. Usuwanie przekwitniętych kwiatów przedłuża okres kwitnienia.